# Каретников, Николай Николаевич
Никола́й Никола́евич Каре́тников (28 июня 1930, Москва — 9 октября 1994 или 10 октября 1994, Москва) ― советский композитор, заслуженный деятель искусств Российской Федерации (1993), один из крупнейших представителей отечественного послевоенного авангарда.

## Биография
Родился в интеллигентной семье: его отец, Николай Георгиевич Каретников — адъютант и помощник командира 1-го Сибирского полка, артист Московской оперетты, преподавал вокал; мать — Мария Петровна Гуревич (в первом браке Сухова) — пела в Большом театре, позже много лет работала в вокально-драматической части МХАТа, давая частные уроки пения; бабушка — оперная певица Мария Адриановна Дейша-Сионицкая, выступала в Императорской опере вместе с Фёдором Шаляпиным, автор популярной среди вокалистов книги «Пение в ощущениях». Учился в ЦМШ у Виссариона Шебалина и Татьяны Николаевой, у Шебалина продолжил своё образование в Московской консерватории, которую окончил по классу композиции в 1953 году. Неофициально брал уроки у Филиппа Гершковича, ученика Берга и Веберна.
1957 год становится переломным в жизни Каретникова. Приезд в Москву канадского пианиста Гленна Гульда, исполнившего сочинения Шёнберга и Берга, сделал Каретникова убежденным последователем Новой венской школы, преданность которой, в отличие от своих коллег, он сохранил на всю жизнь и на основе которой выработал свой собственный стиль. В этом же году Каретников приходит к православию и становится впоследствии прихожанином отца Александра Меня и крёстным отцом Александра Галича (1973).
Известность композитору принесли его ранние сочинения — оратория «Юлиус Фучик» (1953), балеты «Ванина Ванини» (1962) и «Геологи» (1964), поставленные в Большом театре Владимиром Василёвым и Натальей Касаткиной. Последующие произведения, написанные в технике европейского модернизма, подверглись жёсткой критике со стороны Союза композиторов и в течение многих лет не исполнялись. Независимая эстетическая, общественная и нравственная позиция Каретникова ещё больше отдалила его от ведущих течений музыкальной жизни СССР и композитор уходит в вынужденную и, одновременно, добровольную «внутреннюю эмиграцию»; он исключает из своего портфеля почти все произведения, написанные до 1959 года, и признаёт началом своего пути Третью Симфонию (1959).
С середины 1960-х до конца 1980-х годов Николай Каретников работает над двумя масштабными сценическими произведениями, ставшими наиболее полной характеристикой творческой личности композитора, ― операми «Тиль Уленшпигель» (1965—1985, либретто совместно с Павлом Лунгиным) и «Мистерия апостола Павла» (1970—1987, либретто совместно с Семёном Лунгиным под патронажем отца Александра Меня). «Тиль Уленшпигель», наполненный религиозной мистикой и политическими аллегориями, не мог быть поставлен на официальной сцене. В 1988 году удалось сделать студийную запись этой оперы для несостоявшегося в итоге телеспектакля Анатолия Эфроса. «Тиль Уленшпигель» увидел сцену только в 1993 году в Билефельдском оперном театре, Германия. «Мистерия апостола Павла» была поставлена в Мариинском театре только в 2010 году.
При жизни музыка Каретникова исполнялась крайне редко. Не имея возможностей для публичного исполнения своих произведений, композитор активно пишет музыку для театральных постановок и кинофильмов (более 40 драматических спектаклей и 70 кино- и телефильмов), которые стали для него своеобразной музыкальной лабораторией. Среди широко известных ― «Скверный анекдот» (1965), «Бег» (1970) режиссёров А. Алова и В. Наумова, «Прощай, шпана замоскворецкая…» Александра Панкратова (1987), «Десять дней, которые потрясли мир» (1965, Театр на Таганке) Юрия Любимова, «Заговор Фиеско в Генуе» (1977, Малый театр) Л.Хейфица, «Тевье-молочник» (1985, Центральное ТВ) Сергея Евлахишвили и многие другие. В последние годы жизни композитор вновь обращается к инструментальной и духовной музыке, оставив после смерти Вторую камерную симфонию, оркестровку последней части которой по авторскому дирекциону завершил дирижёр Игорь Блажков.
Похоронен на Кунцевском кладбище.

## 4-я симфония и балет «Геологи»
4-я симфония задумывалась Каретниковым в 1962 году как симфония-балет в технике серийной-додекафонии для постановки в Большом театре балета «Геологи». С усилением «заморозков» после визита Никиты Хрущева в Манеж в декабре 1962 года стало очевидно, что подобное сочинение не пройдет худсовет Большого театра. В результате, Каретников заменил ее на ранее написанную им более конвенциальную «Драматическую поэму» для большого симфонического оркестра (1957), впоследствии исключенную им из своего композиторского портфеля, с добавленным небольших фрагментов из 4-й симфонии. Переработанные произведение легло на либретто постановщиков балета Владимира Василёва и Натальи Касаткиной по повести В. Д. Осипова «Неотправленное письмо» и одноименному фильму М. К. Калатозова 1959 года.

## Память
В 1990 году опубликована книга воспоминаний композитора «Темы с вариациями». Избранные новеллы из неё были впервые напечатаны в журналах «Огонёк» и «Юность» в 1988 году, вызвав неоднозначную реакцию общественности. Книга была переведена на французский и японский языки и издана в Париже (1990) и Токио (1996) издательством Éditions Horay.
В 1992 году режиссёр Вадим Зобин снимает документальный фильм «Профессия композитор» о работе композитора с дирижёром Романом Матсовым над записью 4-й симфонии Каретникова.
В 1997 году профессор Ростовской государственной консерватории А. Я. Селицкий публикует монографию о Каретникове «Николай Каретников. Выбор Судьбы: исследование». Книга переиздаётся издательством «Композитор» в 2011 году.
В 2011 году издательство Corpus переиздаёт книгу Каретникова «Темы с вариациями: Рассказы» в рамках серии Memoriа.
В мае 2020 года к 90-летию со дня рождения Каретникова издательство Ивана Лимбаха выпускает исправленное и дополненное издание «Тем с вариациями» с фотографиями из личного архива композитора и предисловием поэта, переводчика, богослова и филолога Ольги Седаковой. В сборник вошли две книги воспоминаний Каретникова: «Темы с вариациями» (1990) и «Готовность к бытию» (1992).

## Оценка творчества
Николай Каретников ― самобытный продолжатель традиций русской православной духовной музыки и одновременно, в течение 37 лет, убеждённый приверженец «классической» серийной додекафонии, на основе которой он выработал свой стиль. Он не отказывается от тональности там, где она оправдана конкретным замыслом, и интегрирует двенадцатитоновую технику с иными техниками музыкального письма. Ему удалось перешагнуть через экспериментальность языка нововенцев, органично сочетая принцип серийности с отечественной симфонической традицией. Каретников одним из первых в послевоенной отечественной музыке начал использовать додекафонию (конец 1950-х годов), а с середины 1960-х годов — полистилистику и эклектику как осознанный творческий метод (балет «Крошка Цахес по прозванию Циннобер» (1964—1967), опера «Тиль Уленшпигель» (1965—1985). Музыка Каретникова преимущественно трагическая.

## Основные сочинения
Оперы
- «Тиль Уленшпигель» (1965—1985, Мировая премьера: октябрь 1993 года, Билефельдский оперный театр[нем.], Германия)
- «Мистерия апостола Павла» (1970—1987, Мировая премьера в концертном исполнении: 5 августа 1995 года, Маркткирхе, Ганновер; Премьера в России в концертном исполнении: 22 июня 1996 года, Большой зал Санкт-Петербургской филармонии; Мировая премьера: 14 апреля 2010 года, Концертный зал Мариинского театра, Санкт-Петербург)

Балеты
- «Ванина Ванини» (1960, постановка: 1962, Большой Театр)
- «Геологи» (1959—1963, постановка: 1964, Большой Театр)
- «Крошка Цахес по прозванию Циннобер» (1964—1967, мировая премьера: 1971, Ганновер, Опернхауз; премьера в Москве: «Волшебный Камзол», 1983, постановка В.Василёва и Н.Касаткиной, Кремлёвский Дворец Съездов)

Хоровые сочинения
- Восемь духовных песнопений для мужского хора. Памяти Бориса Пастернака (1969—1989)
- Песнопения к святой католической мессе для пения с прихожанами (1991)
- Шесть духовных песнопений для мужского хора (1992)

Оркестровые сочинения
- Симфония № 3 (1959)
- Симфония № 4 (1963)
- Концерт для духовых (1965)
- Камерная симфония (1968)
- Концерт для струнных (1992)
- Вторая камерная симфония (1994)

Камерные сочинения
- 10 пьес, написанных в детстве. Для фортепиано (школьный репертуар) (1943—1946)
- Lento-variationen. Для фортепиано (1960)
- Соната для скрипки и фортепиано (1961)
- Струнный квартет (1963)
- Kleinenachtmusik. Квартет для флейты, кларнета, скрипки и виолончели (1969)
- Большая концертная пьеса для фортепиано (1970)
- Две пьесы для фортепиано (1978)
- Из Шолом-Алейхема. Сюита из музыки к телеспектаклю «Тевье-молочник» для чтеца и ансамбля (либретто Ан. Агамирова[7]) (1985)
- Квинтет для струнных и фортепиано (1991)

## Музыка для театра и кино
Музыка к кинофильмам
- 1958 — «Пастух». Мосфильм, реж. И. Бабич.
- 1958 — «Ветер». Мосфильм. Реж. А. Алов и В. Наумов.
- 1961 — «Мир входящему». Мосфильм. Реж. А. Алов и В. Наумов.
- 1962 — «Лестница». Мосфильм. Реж. Э. Кеосаян.
- 1962 — «Бей, барабан!» Мосфильм. Реж. А. Салтыков.
- 1962 — «Монета». Мосфильм. Реж. А. Алов и В. Наумов.
- 1963 — «Конец и начало». Мосфильм. Реж. М. Захариас.
- 1964 — «Дочь Стратиона». Одесская к/с. Реж. В. Левин.
- 1965 — «Наш дом». Ленфильм. Реж. В. Пронин.
- 1965 — «Письма». Мосфильм. Реж. С. Кулиш.
- 1966 — «Путешествие» (киноальманах) — новелла «Завтраки сорок третьего года». Мосфильм. Реж. И. Туманян.
- 1966 — «Скверный анекдот». Мосфильм. Реж. А. Алов и В. Наумов.
- 1967 — «Первороссияне». Ленфильм. Реж. А. Иванов, Е. Шифферс.
- 1967 — «Штрихи к портрету В. И. Ленина». Экран (Центральное ТВ). Реж. Л. Пчёлкин.
- 1967 — «Письмо нашло адресата». ЦСДФ
- 1968 — «Переходный возраст». К/с им. М. Горького. Реж. Р. Викторов.
- 1970 — «Бег» (2 серии). Мосфильм. Реж. А. Алов и В. Наумов.
- 1970 — «Дети». Мосфильм. Реж. В. Кузнецов, О. Никич.
- 1971 — «Там, вдали, за рекой». Реж. В. Маликов, В. Фейнберг.
- 1971 — «Конец Любавиных» (рабочее название — «Хозяева»). Мосфильм. Реж. Л. Головня.
- 1971 — «Светлая речка Вздвиженка». ТО «Экран». Реж. Ю. Игорев
- 1972—1973— «На Севере, на Юге, на Востоке, на Западе». Мосфильм, реж. Е. Дзиган
- 1975 — «Чёрный караван». Туркменфильм. Реж. Ю. Борецкий.
- 1976 — «Легенда о Тиле» (4 серии). Мосфильм. Реж. А. Алов и В. Наумов.
- 1977 — «Встреча на далеком меридиане». Реж. С. Тарасов.
- 1978 — «Дорогие мои мальчишки!» Экран (Центральное ТВ). Реж. В. Зобин.
- 1978 — «Лев Толстой — наш современник». ЦСДФ
- 1979 — «Белая тень». Реж. Е. Хринюк.
- 1980 — «Верой и правдой». Мосфильм. Реж. А. Смирнов.
- 1982 — «Голос». Ленфильм. Реж. И. Авербах.
- 1982 — «Среди тысячи дорог». Одесская киностудия. Реж. В. Зобин.
- 1984 — «Вина лейтенанта Некрасова». Узбекфильм. Реж. Р. Батыров.
- 1985 — «Сестра моя Люся». Казахфильм. Реж. Е. Шинарбаев.
- 1986 — «К расследованию приступить» (совместно с И. Вигнерсом). К/с им. Довженко. Реж. А. Бендкендорф.
- 1987 — «Брод». Мосфильм. Реж. А. Добровольский и Г. Дульцев.
- 1987 — «Прощай, шпана замоскворецкая…» Мосфильм. Реж. А. Панкратов.
- 1988 — «На помощь, братцы!» К/с им. Горького. Реж. И. Василёв.
- 1988 — «Власть Соловецкая. Свидетельства и документы» (совместно с М. Крутоярской). Мосфильм. Реж. М. Голдовская.
- 1989 — «Свой крест». Киностудия «Глобус». Реж. В. Лонской.
- 1989 — «Закон». Мосфильм. Реж. В. Наумов.
- 1990 — «Бесконечность». Мосфильм. Реж. М. Хуциев.
- 1990 — «Сделано в СССР». Фора-фильм. Реж. С.Тараховский и В. Шамшурин.
- 1991 — «Завтра». К/с Квадрат. Реж. А. Панкратов.
- 1994 — «Аксёнушка». Реж. А. Маркелов
- 1995 — «Мелкий бес» (совместно с А. Беляевым), посмертно. Мосфильм. Реж. Н. Досталь.

Музыка к мультфильмам
- 1974 «Похождения Чичикова. Манилов». «Союзмультфильм». Реж. Б. Степанцев.
- 1974 «Похождения Чичикова. Ноздрёв». «Союзмультфильм». Реж. Б. Степанцев.
- 1975 «Садко богатый». «Союзмультфильм». Реж. Вадим Курчевский.
- 1979 «Пер Гюнт». «Союзмультфильм». Реж. Вадим Курчевский.
- 1982 «Рождение Геракла». «Союзтелефильм», Т/О «Экран». Реж. Ю. Калишер.
- 1983 «Синичкин календарь». (4 части) «Союзтелефильм», Т/О «Экран». Реж. И. Гелашвили, Ю. Калишер.
- 1985 «Рикэ-Хохолок». «Союзтелефильм», Т/О «Экран». Реж. М. Новогрудская.
- 1989 «Золотые слова». Т/О «Экран». Реж. Ю. Калишер.
- «Крошка Цахес»

Музыка к драматическим спектаклям и телеспектаклям
- 1957 «Когда горит сердце» (В. Гольдфельд по В. Кину). Малый театр. Реж. А. Гончаров.
- 1959 «Карточный домик» (О. Стукалов-Погодин). Малый театр. Реж. Д. Вурос.
- 1964 «Атомная станция» (Х. Лакснесс). Театр им. Пушкина.
- 1964 «Большое волнение» (И. Дворецкий). Ленком. Реж. О. Ремез
- 1965 «Десять дней, которые потрясли мир» (по Д. Риду). Театр на Таганке. Реж. Ю. Любимов.
- 1965 «Герой фатерлянда» (Л. Кручковский). Малый театр. Реж. Д. Вурос.
- 1969 «Мореход» (Е. Шанявский). Театр на Малой Бронной. Реж. К. Свинарский.
- 1971 «Похождения солдата Швейка» (О. Ремез по Я. Гашеку). Театр им. Пушкина. Реж. О. Ремез.
- 1971 «Тоот, другие и майор» (И. Эркель). Современник. Реж. А. Алов и В. Наумов.
- 1972 «Человек и джентльмен» (Э. Де Филиппо). Театр им. Пушкина. Реж. О. Ремез.
- 1972 «Поющие пески» (А. Штейн по Б. Лавренёву). Театр им. Моссовета. Реж. П. Штейн.
- 1973 «Человек на своём месте» (В. Черных). Театр им. Маяковского. Реж. О. Ремез.
- 1973 «Весенний день 30 апреля» (А. Зак, И. Кузнецов). ЦАТСА. Реж. П. Штейн.
- 1974 «Пятнадцатая весна» (А. Зак, И. Кузнецов). ЦАТСА. Реж. П. Штейн.
- 1974 «Бесприданница». Центральное ТВ. Реж. К. Худяков.
- 1977 «Заговор Фиеско в Генуе» (Ф. Шиллер). Малый театр. Реж. Л. Хейфец.
- 1979 «Король Лир» (В. Шекспир). Малый театр. Реж. Л. Хейфец.
- 1980 «Нора» (Г. Ибсен). Центральное ТВ. Реж. И. Унгуряну.
- 1980 «Человек на все времена» (Р. Болт). ЦАТСА. Реж. И. Унгуряну.
- 1980 «Заговор Фиеско в Генуе» (Ф. Шиллер). Центральное ТВ. Реж. Л. Хейфец, Ф. Глямшин.
- 1985 «Тевье-молочник» (Шолом-Алейхем). Центральное ТВ. Реж. С. Евлахишвили.
- 1986 «Макбет» (В. Шекспир). ЦАТСА. Реж. И. Унгуряну.

## Официальные записи
- Le Chant du Monde, Russian Season LDC 288029/30. Nikolai Karetnikov: Till Eulenspiegel (Opera in 2 Acts) 2 CDs. Soviet State Cinema Orchestra; Conductors: Emin Khatchaturian/Valery Poliansky
- Le Chant du Monde, Russian Season LDC288070, Audio CD DDD. Karetnikov, Nikolai: Chamber Music. Performers: Oleg Kagan, Vladimir Skanavi, Vladimir Loukianov, Konstantin Komissarov, Alexander Petrov, Alexander Gothelf, and Yury Slessarev.
- Le Chant du Monde, Russian Season LDC 288012, Audio CD DDD. 20th Century Religious Singing in Moscow. Male choir by Valery Rybin. Nikolai Karetnikov «Eight Spirituals Songs», tracks No. 15 — 22.